# Ryan Sakoda
Ryan Sakoda (Tokyo, 31 dicembre 1972 – Hacienda Heights, 2 settembre 2021) è stato un wrestler giapponese-statunitense.

## Storia

### World Wrestling Entertainment (2003–2004)
Prima di approdare in WWE, Sakoda ha combattuto in Giappone nella NWA Zero-One e nella Ultimate Pro Wrestling. Durante questo tempo, Sakoda è stato istruttore all'UPW Ultimate University, mentre combatteva come membro della fazione Team Emblem insieme a Masato Tanaka e Shinjiro Otani.
Nel settembre del 2003 Sakoda si è unito alla WWE, venendo collocato nel roster di SmackDown!. Ha fatto il suo debutto, assieme ad Akio, il 19 ottobre a No Mercy. I due, insieme a Tajiri, hanno formato la stable nota come Kyo Dai, con la gimmick heel di una gang malavitosa giapponese.
Nell'agosto del 2004 venne licenziato e nel 2005 tornò UPW.

## Personaggio

### Mosse finali
- Double powerbomb seguita da una Death valley driver
- Roaring Elbow (Spinning somersault elbow smash)

### Soprannomi
- "The Japanese Assassin"

### Musiche d'ingresso
- "Asiattacker" di Bradley Royds and Billy West (WWE; 2003–2004; usata in team con Tajiri e Akio)

## Titoli e riconoscimenti
- Empire Wrestling Federation
  - EWF Heavyweight Championship (1)
- Pro Wrestling Zero-One
  - NWA Intercontinental Tag Team Championship1 (1) – con Samoa Joe

1 Dopo che il titolo venne reso vacante, il regno di Joe e Keiji Sakoda non venne riconosciuto.